# 6429 Бранкузі
6429 Бранкузі́ (рум. 6429 Brâncuși) — астероїд головного поясу, відкритий 26 березня 1971 року.
Тіссеранів параметр щодо Юпітера — 3,676.